# Paraza
Paraza (okzitanisch Parasan) ist eine französische Gemeinde mit 700 Einwohnern (Stand 1. Januar 2022) im Département Aude in der Region Okzitanien. Sie gehört zum Arrondissement Narbonne und zum Kanton Le Sud-Minervois.

## Bevölkerungsentwicklung
| Jahr      | 1962 | 1968 | 1975 | 1982 | 1990 | 1999 | 2018 |
| Einwohner | 445  | 440  | 410  | 383  | 401  | 390  | 647  |

## Sehenswürdigkeiten
- Kirche Notre-Dame-de-l’Assomption, 17. Jahrhundert
- Pont-canal du Répudre

## Persönlichkeiten
- Émile Le Camus (1839–1906), römisch-katholischer Geistlicher, Theologe, Bischof von La Rochelle